# Leo Cushley
Mons. Leo William Cushley (* 18. června 1961, Airdrie, Severní Lanarkshire) je skotský katolický kněz, biskup, který je v současnosti arcibiskupem v St. Andrews a Edinburghu a primasem Skotska.

## Stručný životopis
Po studiích v St. Mary's College v Aberdeenu a v Římě, kde žil na Papežské skotské koleji a studoval na Papežské univerzitě Gregoriana a roku 1985 byl vysvěen na kněze, inkardinován byl do diecéze Motherwell. Dále studoval v Římě, roku 1987 záskal licenciát z liturgiky na Anselmianu, a následně působil ve farní správě své diecéze. V roce 1994 byl povolán do Říma, aby se připravil na diplomatickou kariéru v Papežské diplomatické akademii. Studium církevního práva na Grogorianě zakončil doktorátem v roce 1997, Následně působil na různých doiplomatických postech v celém světě. V roce 2009 se stal vedoucím anglické jazykové sekce Státního sekretariátu, od roku 2012 byl prelátem předpokoje papeže Benedikta XVI. 

### Biskupská služba
V červenci 2013 jej papež František jmenoval arcibiskupem v St. Andrews a Edinburghu a v září téhož roku přijal biskupské svěcení. V roce 2022, po smrti arcibiskupa Maria Contiho, byl jmenován velkopřevorem místodržitelství Řádu Božího hrobu ve Skotsku.